# Trachypogon macroglossus
Trachypogon macroglossus är en gräsart som beskrevs av Carl Bernhard von Trinius. Trachypogon macroglossus ingår i släktet Trachypogon och familjen gräs. Inga underarter finns listade i Catalogue of Life.